# VSS Unity
VSS Unity ( Virgin Space Ship Unity, registro: N202VG ), anteriormente denominado VSS Voyager, era un Avión espacial tripulado suborbital propulsado por cohetes de clase SpaceShipTwo. Fue el segundo SpaceShipTwo que se construyó y formó parte de la flota de Virgin Galactic. Llegó por primera vez al espacio definido por los Estados Unidos (más de 50 millas u 80,5 km) el 13 de diciembre de 2018, en la misión VP-03.
Unity pudo llegar al espacio definido por la Fuerza Aérea de los Estados Unidos, la NASA y la Administración Federal de Aviación, pasando a más de 50 millas (80,5 km) sobre el nivel del mar. Sin embargo, no pudo superar la Línea de Kármán, el límite espacial definido por la Federation aeronautique internationale de 100 km (62,1 millas).
VSS Unity se lanzó el 19 de febrero de 2016y completo las pruebas de integración del sistema terrestre en septiembre de 2016, antes de su primer vuelo el 8 de septiembre de 2016.
Unity se retiró el 8 de junio de 2024 después de que se realizara su vuelo final en esa fecha, cuando Virgin Galactic cambio su enfoque a los vehículos clase Delta de próxima generación.

## Descripción general
VSS Unity, el segundo avión espacial suborbital SpaceShipTwo de Virgin Galactic,fue el primer SpaceShipTwo construido por The Spaceship Company. El nombre de la nave se anunció el 19 de febrero de 2016.Antes del anuncio del nombre, se hacía referencia a la nave como SpaceShipTwo, Serial Number Two.En 2004 se especuló que el número de serie dos se llamaría VSS Voyagerun nombre no oficial que se utilizó repetidamente en la cobertura mediática.El nombre Unity fue elegido por el físico británico Stephen Hawking. El ojo de Hawking también se utilizó como modelo para el logotipo del ojo en el lateral de Unity.

## Historia
La fabricación de Unity comenzó en 2012La matrícula de la nave espacial, N202VG, se presentó en septiembre de 2014.A principios de noviembre 2014, la construcción de Unity estaba completa en 90% estructuralmente y en un 65% en general. En abril de 2015, se proyectaba que las pruebas terrestres de Unity podrían comenzar a fines de 2015